# Squamellaria
Squamellaria  es un género con cuatro especies de plantas con flores perteneciente a la familia de las rubiáceas.
Es nativo desde Fiyi.

## Especies
- Squamellaria imberbis (A.Gray) Becc. (1886).
- Squamellaria major A.C.Sm. (1967).
- Squamellaria thekii Jebb (1991).
- Squamellaria wilsonii (Horne ex Baker) Becc. (1886).